# Костел Пресвятої Трійці (Нижанковичі)
Костел Пресвятої Трійці — парафіяльний храм у смт Нижанковичі Старосамбірського району Львівської області, який був збудований у XVI ст.

## Парафія
1431 року поселенню Краснополь було надане міське право, підтверджене 1448. Згодом поселення стали звати Нижанковичі. Воно належало до королівщини. Тоді, можливо, було закладено католицьку парафію св. Трійці, фундацію якої підтвердив 26 серпня 1451 у Самборі король Казимир IV Ягеллончик. Щороку парафія повинна була отримати 20 бочок солі з королівських жуп. 1511 року король Сигізмунд I Старий передав право патронату колегіуму вікаріїв катедри Латинського собору Перемишля, але парафія належала до самбірського деканату. 1746 року парафія перейшла до новоутвореного Новоміського деканату, 1785 до Мостиського, 1787 Перемиського, 1841 деканату перемиського заміського. У найдавнішому списку 1721 до парафії належало 26 поселень. Згодом 2 поселення перейшло до інших парафій. але долучилось ще одне. У парафії з 1504 існувало братство літератів, 1618 вервечкове, 1732 Св. Трійці, 1733 ангелів охоронців. На 1828 у візитації вже не згадувалось жодного з них. З 1531 походить перша згадка про парафіяльну школу, з 1597 шпиталь. Для останнього 1682 звели спеціальний будинок, відреставрований 1720. До 1857 він вже не існував.

## Костел

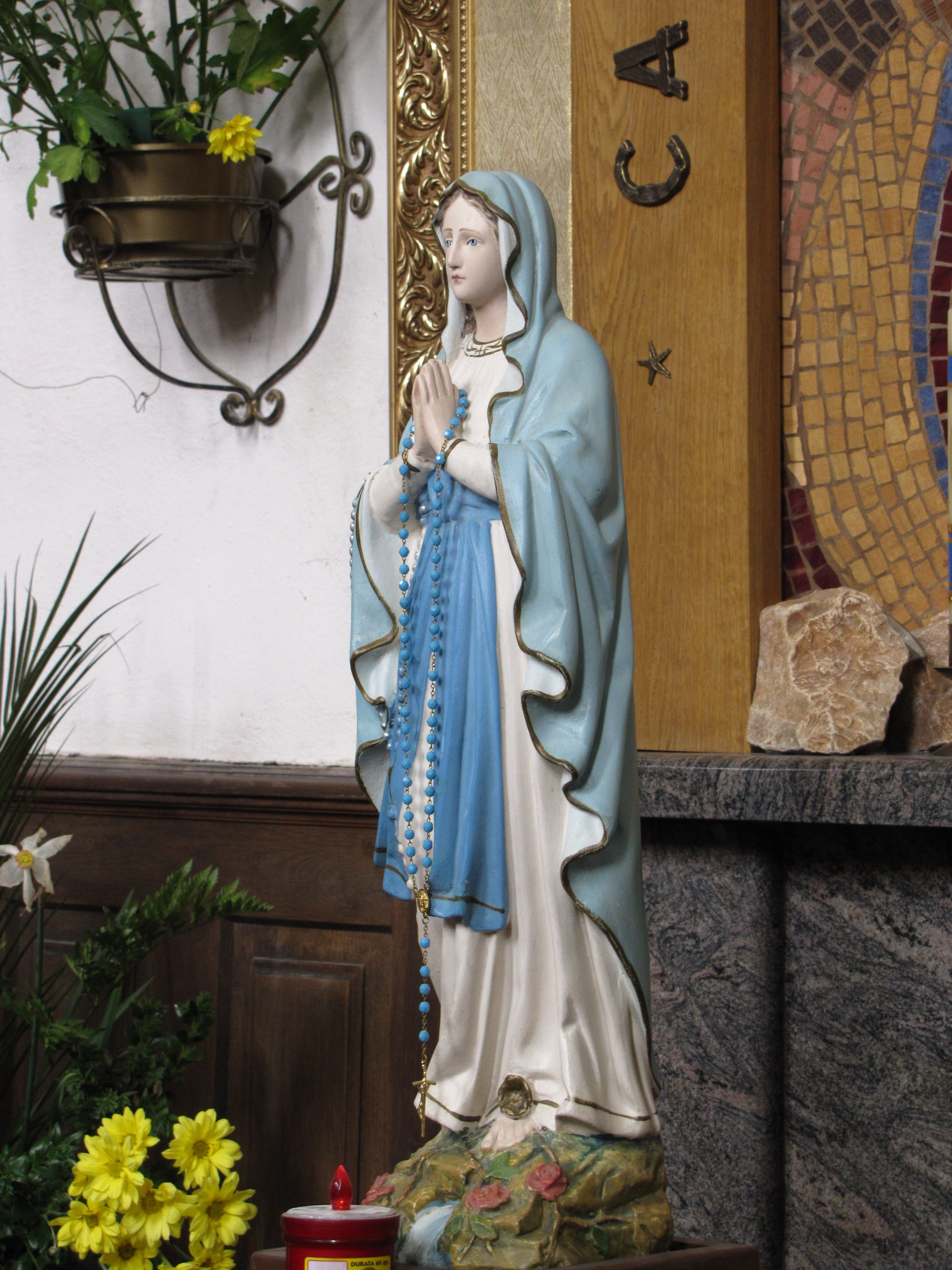
Фігурка Матері Божої, яку вважають чудотворною через появу сліз

Час закладення костелу невідомий. У королівському привілеї 1451 говорилось про його закладення разом з наданням поселенню міського права. 1524 року Нижанковичі знищили татари, через що король звільнив місто від оплат. Імовірно, тоді був пошкоджений костел, де завалились мури апсиди. Його відбудував плебан Яків і наново консекрував 1540 на честь Св. Трійці, Непорочного зачаття Діви Марії, свв. Мартина, Миколая, Варвари, 11 тисяч непорочниць. У XVII ст. Нижанковичі неодноразово нищили вороги, пожежі, з чого відомо лише про спалення костелу 1624 татарами. На 1646 Павла П'ясецький відзначив, що міщани відновили костел після чергового нападу і оточили оборонним валом. Тоді костел був покритий ґонтом, мав три вівтарі — Св. Трійці (головний), Матері Божої Вервечкової, св. Анни. Поряд стояла дерев'яна дзвіниця з 3 дзвонами, що загрожувала падінням.
Єпископ Кшиштоф Шембек у візитації 1721 року відзначив, що склепіння апсиди перемуровано і підвищено, у костелі налічувалось 5 нових помальованих і позолочених вівтарів фундації різних осіб, було багате літургічне начиння, тканини. При перебудові, імовірно, було розібрано готичні щипці фронтонів, було змінено форму вікон, склепіння. Перемиський єпископ Александер Антоній Фредро декретом 1729 підтвердив завершення перебудови храму, який 17 вересня 1730 консекрував єпископ-суфраган Анджей Прусський. На 1774 у костелі було 19 образів і 13 у плебанії. У 1861 на костелі встановили новий дерев'яний дах, а 1906 потинкували зовні готичну відкриту цегляну кладку, збудували новий притвор, муровану дзвіницю за проектом Станіслава Маєрського. Плебан о. Пєкось розібрав 3 вівтарі XVIII ст. і фундував новий головний, який виконали столярі Йосиф Краснопольський, Кавальський, різьбяр Кузмінський.
В час боїв 1914–1915 Першої світової війни артилерійські набої пошкодили дах, склепіння, стіни костелу, майже зруйнували дзвіницю. Костел пограбували козаки, які перетворили його на стайню своїх коней. 1917 було реквізовано дзвони 1835 року. Після відступу російського війська цісарсько-королівський крайовий консерваторський підрозділ розпочав ремонт костелу. У 1920-х роках відновили дзвіницю. Малярі з Перемишля Юліуш Комперда і Михайло Войцік 1932 позолотили і помалювали вівтарі, розписали склепіння. Під наглядом Михайла Дембка 1933 за пароха о. Михайла Поправського провели капітальний ремонт костелу.
Після війни о. Станіслав Косцінський у вересні 1945 вивіз рухоме майно костелу до ПНР, де воно переважно було знищене в час пожежі 1980 року. Костел у Нижанковичах перетворили на склад зерна, з 1964 на спортивний зал школи. Круцифікс з головного вівтаря, дві камінні плити з різьбою було перевезено до Львівської галереї мистецтв.
1989 року костел передали віруючим і 19 жовтня 1991 єпископ Рафал Керницький освятив костел, було відновлена парафію у складі Самбірського деканату. Впродовж 1992–1994 костел було відновлено. З 1 травня 2007 його оголосили санктуарієм Пресвятої Діви Марії Провидіння.
Мурований з каміння і цегли костел складається з трипряслової нави з двома південним, західним присінками та більш вузької і нижчої трипряслової апсиди. З південної сторони біля апсиди розміщена захристія з квадратним присінком, другий ярус якого зберіг кам'яні круглі бійниці (замуровані зовні).
Стіни нави, апсиди розчленовано тосканськими пілястрами. Зовні мури костелу підтримують контрфорси, чиє розміщення відповідає внутрішньому поділу на прясла.
Внаслідок перебудови XVIII ст. костел загубився серед готичних костелів сусідніх Нового Міста, Скелівки і не був детально досліджений, хоча його фундаменти, основи мурів, можливо, є одними з найдавніших на даних теренах.